# ホセイン・タエブ

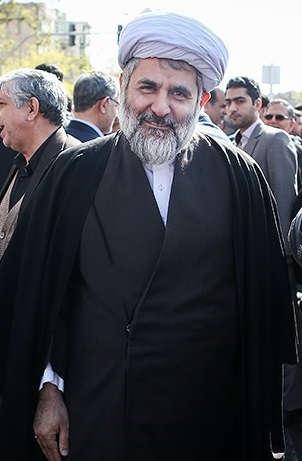
ホセイン・タエブ

ホセイン・タエブ（ペルシア語: حسین طائب、Hossein Taeb、 1963年 - ）はイラン・イスラム共和国のイスラム革命防衛隊 (IRGC) 情報局の責任者でイスラム教シーア派ウラマー（ホッジャトルエスラーム）。2009年10月に同局責任者に就任する前は革命防衛隊傘下の民兵組織「バスィージ」の司令官だった。同組織は、2009年のイラン大統領選後、数カ月にわたり続いた広範な抗議デモの過酷な鎮圧にあたった。同氏は2007年10月29日以前からバスィージの司令官代理を務め、2008年7月14日に司令官に就任、2009年10月4日にモハンマドレザー・ナグディーが同ポストを引き継いだ。ホセイン・ターエブとも表記される。

## 経歴
ウェブサイト「イラン・ライジズ」に掲載された「政府系」イラン学生通信編纂の経歴によると、タエブは1963年生まれ。中等教育を受けた後、神学校に進学し、テヘラン、マシュハドおよびゴムで学んだ後、イスラム法学の上級学位（カレジ）を取得。特に、現イラン最高指導者のアリー・ハーメネイー師と共に学んだ経験を持つ。タエブは1982年、（バシジの監督組織の）革命防衛隊に入隊し、テヘラン第10区を手始めにゴム、マシュハドで任務に就いた。同氏は「長期に渡り革命防衛隊と最高指導者との間の調整役兼エマーム・ホセイン大学の文化司令官を務めた」。イラン・イラク戦争のカルバラー第5号作戦で兄弟を失った。夫人との間に3子。
タエブの指揮下で、バスィージは、2009年のイラン大統領選後に発生した抗議デモを厳しく弾圧。路上でまたは拘留中に死亡した抗議参加者は少なくとも数十人に上る。
イランのファールス通信によると、タエブは国民向けの声明で、米国が「ソフトパワーによるイスラム共和国転覆をもくろむ謀略の継続に向けてスパイや傭兵を雇用している」と警告した。同氏はまたイラン大統領選後の「反政府暴動」で「バシジのメンバー8人が死亡した他、300人の負傷が出た」と語っている。

## 欧州の制裁
欧州連合 (EU) は、「ホセイン氏指揮下の部隊が平和的な抗議参加者に大規模な暴行、殺人、拘留および拷問を働いた」として同氏の個人資産を凍結しEU域内への渡航も禁じている。米国政府も同氏を要注意人物リストに載せている。